# X (album de Klaus Schulze)
Pour les articles homonymes, voir X.
Albums de Klaus Schulze
Body Love vol. 2
(1977) Dune
(1979)
X est un double album de musique électronique composé en 1978 par Klaus Schulze. Il s'agit de son dixième album solo, d'où le titre, X (« 10 » en chiffres romains).
X est un album-concept constitué de six « biographies musicales » qui évoquent des intellectuels de l'histoire ou contemporains qui ont influencé Klaus Schulze : Friedrich Nietzsche, Georg Trakl, Frank Herbert, Friedemann Bach, Louis II de Bavière et Heinrich von Kleist. Il s'agit d'une œuvre classique de l'« école de Berlin » à laquelle Schulze appartient.
Sur plusieurs pistes de X, Klaus Schulze a enregistré un orchestre à cordes, qu'il a ensuite mis en boucle sur bande. Il l'avait déjà fait en 1972 pour son premier album solo, Irrlicht, mais cette fois il n'en a pas trafiqué le son. Le mélange de musique classique et de musique électronique confère à cet album un son organique et puissant.
Objet d'Louis, la piste bonus sur la réédition de 2005, est une version en concert de Ludwig II. von Bayern avec un orchestre complet, enregistrée alors que Klaus Schulze était en tournée en Belgique.

## Titres
Disque 1
| No | Titre               | Durée |
| -- | ------------------- | ----- |
| 1. | Friedrich Nietzsche | 24:15 |
| 2. | Georg Trakl         | 05:25 |
| 3. | Frank Herbert       | 10:47 |
| 4. | Friedemann Bach     | 18:02 |

Disque 2
| No | Titre                 | Durée |
| -- | --------------------- | ----- |
| 1. | Ludwig II. von Bayern | 28:40 |
| 2. | Heinrich von Kleist   | 29:32 |